# محمد مقدم

محمد مقدم در حال بازی نرد با صادق هدایت، دههٔ ۱۳۲۰ خورشیدی

محمدِ مقدم (یا آن‌ گونه که خود می‌نوشت: مهمد مُغدَم) (۱۲۸۷ در تهران – ۱۳۷۵ در تهران)، زبان‌شناس ایرانی و متخصص زبان‌های باستانی ایران بود.

## زندگی
محمد مقدم شماره شناسنامه 986 صادره از تهران در سال ۱۲۸۷ در تهران متولد شد. پدرش عباس نام داشت. پس از اتمام تحصیلات ابتدایی و متوسطه، برای ادامهٔ تحصیل به ایالات متحدهٔ آمریکا رفت، ولی تحصیلات را ناتمام گذاشت و به ایران بازگشت. در سال ۱۳۱۰ مجدداً راهی آمریکا شد و در ۱۳۱۷ درجهٔ دکتریِ خود را در رشتهٔ زبان‌شناسی از دانشگاه پرینستون دریافت کرد. از سال ۱۳۱۸ در دانشگاه تهران به تدریس زبان‌های اوستایی و فارسی باستان پرداخت. در سال ۱۳۳۹، به دعوت دانشگاه یوتا، که از وی خواسته بود تا کرسی تمدن ایران باستان را به عهده بگیرد، سفری دیگر به آمریکا رفت. دکتر محمد مقدم در ۱۳۴۳ «گروه زبان‌شناسی همگانی» و زبان‌های باستانی ایران را در دانشکدهٔ ادبیات و علوم انسانی دانشگاه تهران بنیاد گذاشت و تا ۱۳۴۷ مدیریت آن را به عهده داشت. همان سال، به تاریخ 1347/10/01 از دانشگاه تهران بازنشسته شد. تاریخ استخدام رسمی‌اش در دانشگاه تهران 1318/07/06 بود. 
محمد مقدم، هم‌زمان با تدریس در دانشگاه، با همکاری چند تن از دانشمندان ازجمله صادق کیا و ذبیح بهروز، نشریهٔ ایران کوده را منتشر کرد. از مهم‌ترین کوشش‌های او، ابداع و سامان بخشیدن به واژه‌های موردنیاز پارسی به شیوهٔ علمیِ زبان‌شناسی بود که این تلاش را از جزوهٔ کوچکِ «راهنمای فارسی باستان» آغاز کرد و طی چند دهه ادامه داد. در زمینهٔ گویش‌شناسی، که این واژه را نخستین بار خودِ دکتر مقدم و همکارانش به‌کار بردند. اولین بار بود که در زبان فارسی بررسی‌هایی بر پایهٔ اصول علمی صورت گرفت و چند گویش ایرانی به روش علمی با هم سنجیده شدند.
او در زمینهٔ تاریخ آیین مهر نیز پژوهش‌هایی داشت. محمد مقدم معتقد بود که ریشهٔ نام خودِ او از زبان‌های ایرانی است و باید به‌ صورت «مُغدَم» نوشته شود، و ازاین‌روی، همواره نام خود را «مهمد مُغدَم» می‌نوشت.
محمد مقدم (مهمد مُغدَم) در شانزده مهر ۱۳۷۵ بر اثر سانحهٔ اتومبیل در تهران درگذشت. در بهشت زهرای تهران قطعه ی 18 ردیف 70 دفن شد.

## آثار
- چند نمونه از متن نوشته‌های فارسی باستان (با شرح لغات)
- داستان جم
- متن اوستا (با شرح لغات و ترجمه)
- راهنمای ریشهٔ فعل‌های ایرانی، ۱۳۱۳
- یک سند تاریخی از گویش آذری تبریز
- گویش‌های وفس و آشتیان و تفرش
- الفبای روسی
- سرود بنیاد دین زرتشت
- جستار دربارهٔ مهر و ناهید، ۱۳۵۶
- چهارشنبه‌سوری
- تاریخ شاهنشاهی هخامنشی، نوشتهٔ آلبرت اومستد (ترجمه)
- تاریخ دریانوردی عرب در دریای هند، ۱۳۳۸ (ترجمه)
- بازگشت به الموت (مجموعه‌شعر)، ۱۳۱۴
- بانگ خروس (مجموعه‌شعر)، ۱۳۱۳
- راز نیمه‌شب (مجموعه‌شعر)